# شلل نصفي تناوبي
الشلل النصفي التناوبي (الفالج المتصالب) نمط من الشلل النصفي يتسم بوجود شلل في الأعصاب القحفية في جهة الآفة وشلل نصفي أو خزل شقي في الطرفين في الجهة المقابلة. توجد أنواع متعددة من الشلل النصفي التناوبي، وهي متلازمة ويبر، والشلل النصفي التناوبي المتوسط، والشلل النصفي التناوبي السفلي. تنشأ هذه المتلازمات عن آفة أحادية الجانب في جذع الدماغ تصيب العصبون المحرك العلوي والعصبون المحرك السفلي. تتلقى العضلات إشارات من العصبونات المحركة العلوية المصابة فينتج عن ذلك شلل تشنجي. وبوجود الآفة في جذع الدماغ تتأثر معظم عضلات الطرفين وعضلات الجذع في الجهة المقابلة لجهة الإصابة الدماغية والسبب في ذلك التقاطع العصبي (التصالب) بعد جذع الدماغ. توجد الأعصاب القحفية ونوى الأعصاب القحفية أيضًا في جذع الدماغ وتكون عرضة للتأذي في حال وجود آفة في جذع الدماغ. العصب القحفي الثالث (العصب المحرك للعين) والعصب السادس (المُبعّد) والعصب الثاني عشر (العصب تحت اللسان) هي الأعصاب القحفية الأكثر تأثرًا بالمتلازمة بسبب قربها من السبيل الهرمي وهو موقع العصبونات المحركة العلوية في طريقها نحو الحبل الشوكي. يسبب تخرب هذه البنى المظاهر السريرية وهي الشلل أو الخزل في نفس جهة الآفة بسبب عدم وجود تصالب في هذا المستوى (باستثناء العصب البكري) قبل وصول الأعصاب إلى العضلات الهدف. قد يكون الشلل قصير الأمد أو يستمر أيامًا متعددة، وتزول النوب بعد النوم في كثير من الأحيان. تشمل الأعراض الشائعة للشلل النصفي التناوبي العجز الذهني وصعوبات المشي والتوازن والتعرق المفرط والتغيرات في حرارة الجسم.

## العلامات والأعراض

### الشلل النصفي التناوبي العلوي
الشلل النصفي التناوبي العلوي (المعروف باسم متلازمة ويبر) له أعراض مميزة: خزل شقي في الجهة المقابلة للآفة في عضلات الوجه والطرف مترافق مع ضعف في أحد العضلات المحركة للعين أو جميعها في جهة الآفة. من الأعراض الأخرى فقدان حركات العين بسبب تأذي ألياف العصب المحرك للعين. يتزايد الضعف في الطرفين العلوي والسفلي.

### الشلل النصفي التناوبي المتوسط
يتكون المظهر السريري للشلل النصفي التناوبي المتوسط (المعروف أيضًا باسم متلازمة فوفيل) من ضعف في الأطراف مترافق مع شلل في العضلات حول العين وخاصة المستقيمة الوحشية في الجهة المقابلة للطرفين المصابين، وهو ما يشير إلى وجود آفة في الناحية الذيلية الأنسية للجسر تشمل جذر العصب المبعد (المسؤولة عن بعض حركات العين) والألياف القشرية الشوكية (التي تحمل الأوامر الحركية من الدماغ إلى الحبل الشوكي).

### الشلل النصفي التناوبي السفلي
يتضمن الشلل النصفي التناوبي السفلي (المعروف أيضًا باسم المتلازمة البصلية) نموذجيًا الضعف في عضلات الطرفين ويترافق بشلل العضلات اللسانية في جهة الآفة (يشاهد على شكل انحراف لساني نحو جهة الآفة عند إبراز اللسان). تشير هذه المميزات إلى وجود آفة في البصلة السيسائية تشمل الألياف القشرية الشوكية في الهرم والجذور العصبية تحت اللسانية الصادرة.

## الأسباب
يركز ما سيرد وصفه على الشلل النصفي التناوبي عند الأطفال. ويمكن أن تنشأ أعراض مماثلة بعد إصابة في جذع الدماغ سببها التعرض لاحتشاء. سبب الإصابة عند الأطفال طفرة في الجين إيه تي بّي 1 إيه 3. في دراسة شملت 15 أنثى و9 ذكور من المصابين بالشلل النصفي التناوبي، ظهرت طفرة في الجين المذكور لدي كل المرضى. كانت الطفرة عند ثلاثة من المصابين متغايرة مُغلِطة مُحدَثة، وكانت لدى ستة من الخاضعين للدراسة مُغلطة مُحدثة. وكانت لدى واحد من المصابين طفرة في موقع وصل. الطفرة المُحدثة هي طفرة تحدث في الخلية الجرمية (الخلية العُرسية) عند أحد الوالدين. ولا يكون أي من الوالدين حاملًا لها لكنها تنتقل إلى الطفل عبر البيضة أو النطفة. 